# ブルーシー・アンド・グリーンランド財団
公益財団法人ブルーシー・アンド・グリーンランド財団（こうえきざいだんほうじん ブルーシー・アンド・グリーンランドざいだん、英文名称：Blue Sea and Green Land Foundation、略称：B&G財団）は、青い海と緑の大地を活動の場として、海洋性レクリエーションをはじめとする自然体験活動などを通じて、次代を担う青少年の健全育成と幼児から高齢者までの心とからだの健康づくりを推進することを目的に設立された公益財団法人。元国土交通省所管。

## 概要

### 概説
会長は北海道滝川市の市長である前田康吉。
1973年にモーターボート競走法制定20周年を記念して青少年の心身の育成を目的として設立される。競艇事業の収益金により海洋性レクリエーションや健康づくりの施設として「B&G海洋センター」を全国480市町村に建設した。B&G海洋センターは、体育館、プール、艇庫の施設で構成されており、完成して3年後には、建設地の地方公共団体に無償で譲渡されている。海洋センターは自治体の公共施設となっているため、各海洋センターによって運営方法が異なっている。
B&G海洋センターには、B&G海洋性レクリエーション指導員が配置されている。また、海洋性レクリエーションを楽しめる組織として「B&G海洋クラブ」が全国に281ヵ所ある。水難事故防止を目的とした水辺の安全教室の普及に力を入れており、水泳授業の安全学習として、取り入れる小学校が都内を中心に増えている。

### B&G海洋センター

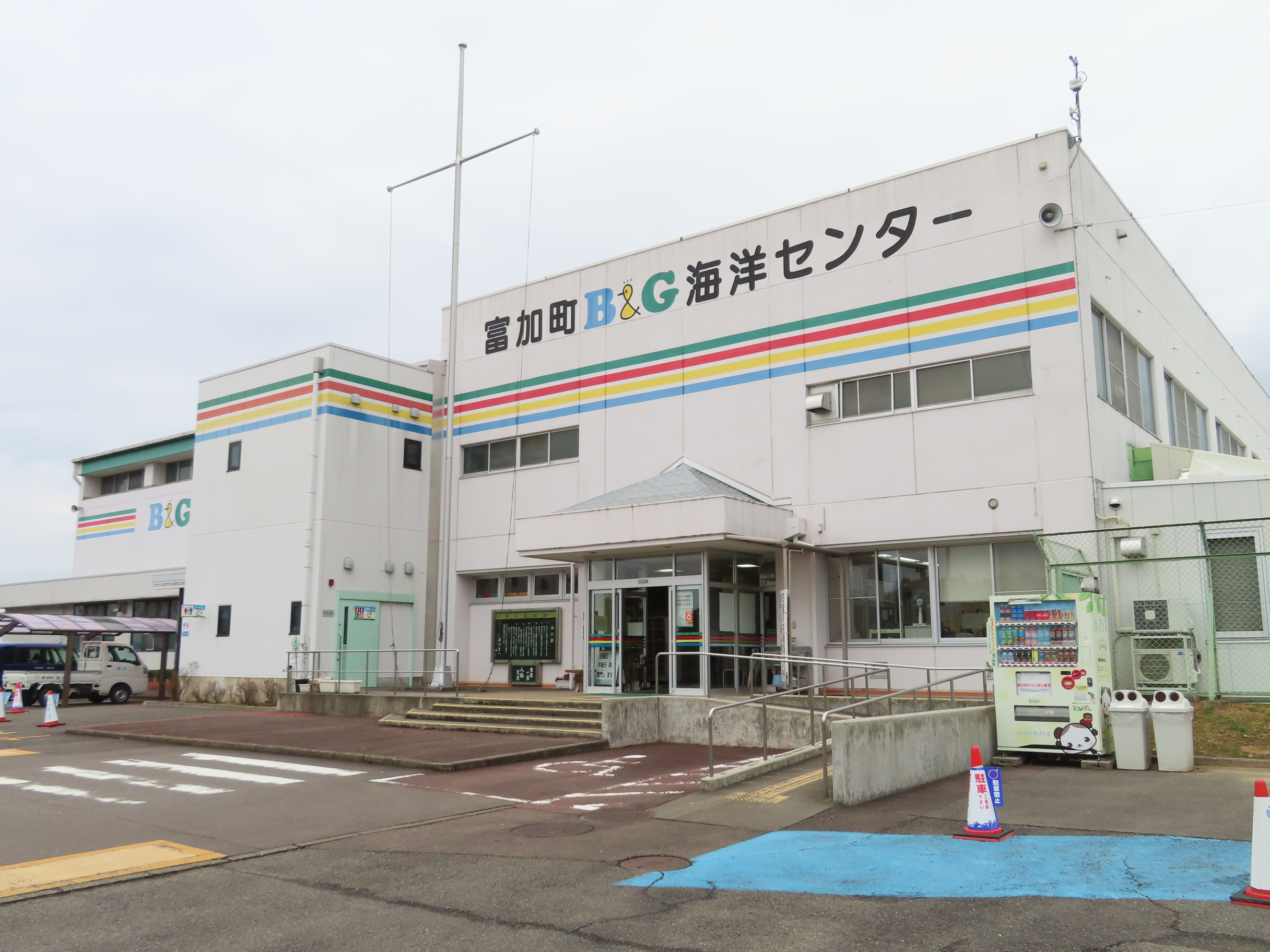
富加町B&G海洋センター（岐阜県富加町）

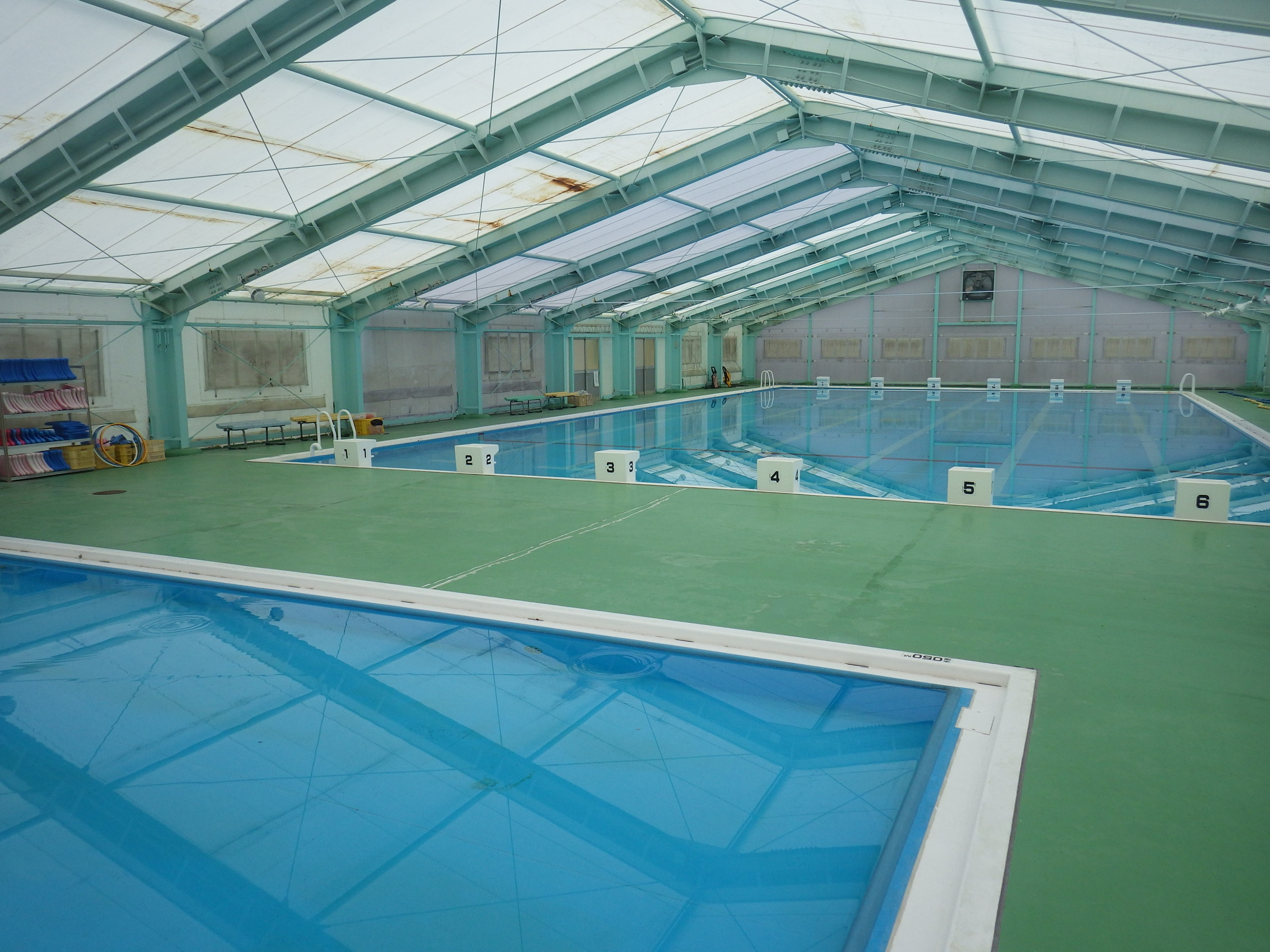
中島B&G海洋センターのプール（愛媛県松山市）

体育館・プール（温水および屋外）・艇庫（ボートハウス）からなる公共のスポーツ施設。競艇の「特別協賛競走」および「特別競走」の収益金を財源として、1976年から2000年までに建設された。海洋センターという名称から、海辺に近いところにあるように思えるが、実際は山の中にも設置されている。
建設は、B&G財団が官報などに募集要項を掲載。地方公共団体が申請し、現地の調査や諮問委員会などを経て選定された。第一号海洋センターは、1977年にオープンした三重県大台町B&G海洋センター。B&G海洋センターの建設数は480ヵ所だが、平成の大合併や過疎などの理由から、9ヵ所が廃止となり、現在の海洋センター数は471ヵ所となっている。海洋センター建設地の選定にあたっては、自治体の財政状況も考慮されていたため、財政が豊かだった東京都と神奈川県には建設されていない。
施設は、建設から3年後に地元自治体に無償で譲渡されており、運営は各地の自治体が行っている。そのため、料金体系や活動内容は各海洋センターで異なっている。B&G財団は各地の海洋センターを運営してはいないが、海洋センターを運営する指導者の養成を行っている。なお、艇庫が設置されている海洋センターでは、ヨットやカヌーなどの海洋スポーツを手ごろな公共料金で体験することができる。

## 沿革
- 1973年（昭和48年） - 財団法人ブルーシー・アンド・グリーンランド財団（略称「B&G財団」）設立（基本財産：65億6千万円）。
- 1976年（昭和51年） - 海洋性レクリエーション指導者養成を開始、国内体験航海を開始する。
- 1977年（昭和52年） - 地域海洋センター第1号竣工。
- 1978年（昭和53年） - 海外体験航海開始。
- 1989年（平成元年） - クリーンキャンペーン開始。
- 1998年（平成10年） - B&G海洋体験セミナー開始。
- 2002年（平成14年） - B&G体験クルーズ（小笠原）開始。
- 2004年（平成16年） - 海洋センター480ヶ所の無償譲渡が完了。
- 2007年（平成19年） - 小野田自然塾の協力を得て「B&G親と子のふれあいキャンプ」を開始。
- 2008年（平成20年） - 海洋性レクリエーション指導者養成が、「環境教育等促進法」に基づく人材認定等事業に登録。
- 2012年（平成24年）3月7日 - 公益財団法人に認定[1]。
- 2012年（平成24年）4月1日 - 特例財団法人である財団法人ブルーシー・アンド・グリーンランド財団から公益財団法人ブルーシー・アンド・グリーンランド財団に移行。

## 所在地
- 〒105-8480：東京都港区虎ノ門3-4-10 虎ノ門35森ビル 9F

## 参考図書
- 鳥海美朗著『日本財団は、いったい何をしているのか　2』木楽舎 2016年 ISBN 978-4-86324-095-7
- 小野田自然塾監『小野田さんに学ぶ親子で楽しむキャンプ術』舵社 2013年 ISBN 978-4-8072-1132-6
- 田久保雅己著『海からのメッセージ』舵社 2006年 ISBN 978-4-8072-1123-4
- 藤原祥弘著・江澤洋著『BE-PAL海遊び入門』小学館 2008年
- 武久成之著『海の冒険手帳』ニューメディア研究所 1984年